# Forel (Svizzera)
Forel (ufficialmente Forel (Lavaux); fino al 1826 Les Monts de Villette, toponimo francese) è un comune svizzero di 2 075 abitanti del Canton Vaud, nel distretto di Lavaux-Oron.

## Storia
Forel divenne comune autonomo nel 1824 per scorporo da quello di Villette.

## Monumenti e luoghi d'interesse

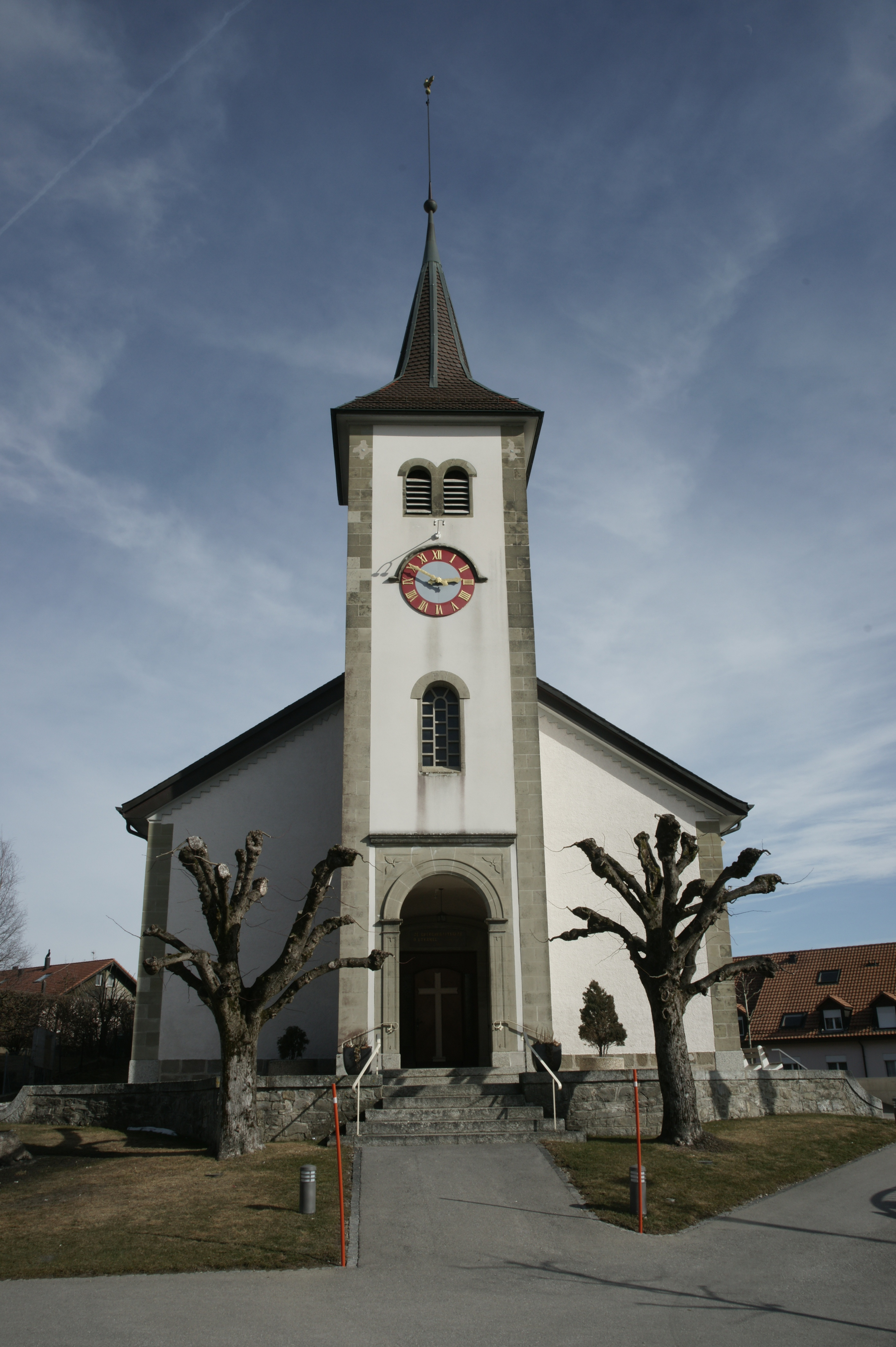
La chiesa riformata

- Chiesa riformata, eretta nel 1869[1].

## Società

### Evoluzione demografica
L'evoluzione demografica è riportata nella seguente tabella:
Abitanti censiti

## Amministrazione
Ogni famiglia originaria del luogo fa parte del cosiddetto comune patriziale e ha la responsabilità della manutenzione di ogni bene ricadente all'interno dei confini del comune.